# Olympische Sommerspiele 2004/Trampolinturnen – Männer
Das Trampolinturnen der Männer bei den Olympischen Spielen 2004 in Athen wurde am 21. August 2004 in der Olympiahalle ausgetragen. Es traten 16 Athleten an.
Der Wettbewerb bestand aus einer Qualifikationsrunde und dem Finale. Jeder Turner absolvierte zwei Übungen, eine Pflicht und eine Kür, deren Wertungen zur Gesamtpunktzahl zusammenaddiert wurden. Die acht besten Turner der Qualifikation traten am gleichen Tag im Finale an. Hier wurde eine Übung geturnt, die nach Schwierigkeit, Ausführung und Flugphase bewertet wurde.

## Qualifikation
| Platz | Turner               | Nation         | Pflicht | Kür  | Strafpunkte | Gesamt |
| ----- | -------------------- | -------------- | ------- | ---- | ----------- | ------ |
| 1     | Henrik Stehlik       | Deutschland    | 28,1    | 41,0 |             | 69,1   |
| 2     | Jurij Nikitin        | Ukraine        | 27,6    | 41,4 |             | 69,0   |
| 3     | Alexander Russakow   | Russland       | 28,1    | 40,9 |             | 69,0   |
| 4     | Alexander Moskalenko | Russland       | 28,3    | 40,6 |             | 68,9   |
| 5     | Dsmitryj Poljarusch  | Belarus        | 27,5    | 40,3 |             | 67,8   |
| 6     | David Martin         | Frankreich     | 26,7    | 40,7 |             | 67,4   |
| 7     | Gary Smith           | Großbritannien | 27,2    | 40,0 |             | 67,2   |
| 8     | Nuno Merino          | Portugal       | 26,7    | 40,2 |             | 66,9   |
| 9     | Ludovic Martin       | Schweiz        | 27,2    | 39,6 |             | 66,8   |
| 10    | Mu Yungfeng          | China          | 26,3    | 38,9 |             | 65,2   |
| 11    | Mathieu Turgeon      | Kanada         | 26,6    | 36,8 |             | 63,4   |
| 12    | Michail Pelivanidis  | Griechenland   | 25,9    | 36,7 |             | 62,6   |
| 13    | Flavio Cannone       | Italien        | 27,3    | 30,3 |             | 57,6   |
| 14    | Mikalaj Kasak        | Belarus        | 28,0    | 24,8 |             | 52,8   |
| 15    | Alan Villafuerte     | Niederlande    | 27,0    | 17,9 |             | 44,9   |
| 16    | Peter Jensen         | Dänemark       | 26,5    | 06,2 |             | 32,7   |

## Finale
| Platz | Turner               | Nation         | Schwierigkeit | Punkte | Strafpunkte | Gesamt |
| ----- | -------------------- | -------------- | ------------- | ------ | ----------- | ------ |
| 1     | Jurij Nikitin        | Ukraine        | 16,20         | 42,20  |             | 41,50  |
| 2     | Alexander Moskalenko | Russland       | 16,20         | 41,70  |             | 41,20  |
| 3     | Henrik Stehlik       | Deutschland    | 15,60         | 41,90  |             | 40,80  |
| 4     | Dsmitryj Poljarusch  | Belarus        | 16,00         | 40,30  |             | 40,20  |
| 5     | Alexander Russakow   | Russland       | 16,40         | 39,70  |             | 40,20  |
| 6     | Nuno Merino          | Portugal       | 16,20         | 39,70  |             | 40,10  |
| 7     | Gary Smith           | Großbritannien | 16,00         | 40,00  |             | 40,00  |
| 8     | David Martin         | Frankreich     | 15,80         | 40,00  |             | 39,90  |